# 松本幹一

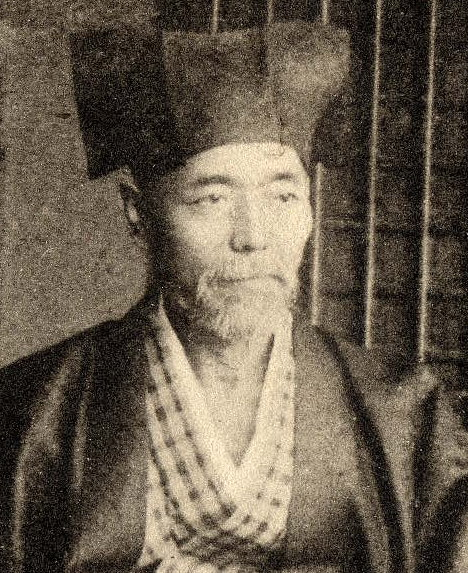
晩翠・松本幹一

松本 幹一（まつもと もとかず、嘉永3年9月11日（1850年10月16日） - 大正4年（1915年）2月27日）は、江戸時代末期から明治時代における、出版人・国文学者・漢学者。
幼名を嘉市郎と称する。号は轟軒、または晩翠。娘の松本初子（河杉初子）は歌人として知られる。

## 生涯
父は新蔵、母は大高氏。大坂齋藤町の町会所である信濃屋に生まれる。安政3年（1856年）に儒者の内村鱸香の門人となる。慶応2年（1866年）に父・新蔵が亡くなり、17歳で家を継ぐ。同年、長崎奉行支配組頭・吉岡艮太夫が公務のために信濃屋に滞留の折、幹一の侍らしい態度を気に入り、西洋の近状や日本の急務を説く。幹一は話に感じて吉岡に頼みその用人となる。
明治元年（1868年）、大阪裁判所に出仕し行政を司る。明治3年（1870年）に東京へ出て、別手組に入りイギリス公使館に勤務する。当時公使館の書記アーネスト・サトウのために皇典を講じていた市川清流について、古典・考証の学を修める。師の言葉に従い、西洋の辞書に倣って国語辞書を編纂するために言語学の研鑽に励み、明治8年（1875年）には京都に語源の調査に赴くが辞書編纂の事業は廃止のやむなきに到る。
明治9年（1876年）10月、司法省出仕として福山裁判所に赴任。その後、函館裁判所に転任。明治10年（1877年）10月、職を辞して東京に戻り、山田敬三が創立した啓蒙社に入り、活版印刷の事業に従う。明治11年（1878年）に竹中邦香が国文社に参加をして、字母を造ることを企て、偽字や俗字を排し全てが正字による「国文社活版」の名声が広がる一助となった。この時期、旧友である木村騰が大阪に新聞社を経営するという志に賛同し、その父・木村平八を説得して出資させ、活字印刷機や職工を揃え、明治12年（1879年）1月に、大阪朝日新聞の第1号を発刊した。この号の題字に米芾の法帖の文字と蘆葉の地紋を選んだのは幹一であったという。明治13年（1880年）に国文社の監工課長となり、第2回内国勧業博覧会を開き、そこにフート印刷機1台を出品し、活版印刷の現況を示す。明治16年（1883年）春に新しく朝日新聞の経営者となった村山龍平からステレオタイプ（紙型鉛版）製造について相談され、9月に大阪朝日新聞に入社し印刷課取締となる。
明治17年（1884年）12月、朝鮮の甲申政変について公使に同行し漢城で取材したのが、記者生活の始まりである。明治19年（1886年）、宮内省が全国の宝物を調査するのに合わせ、社命を受けて委員に随行し、奈良・高野山の宝蔵の開帳に立ち会った。それから日本美術の研究に目覚め、明治23年（1890年）に美術雑誌『国華』の刊行に尽力し、大阪に晩翠堂を創立して雑誌販売にあたった。後年、大日本美術協会の特別会員に挙げられたのはその功績による。
明治29年（1896年）、木村騰が起こした木村合資会社（煙草会社）に入社し、明治33年（1900年）に東京へ移住する。この頃から美術工芸品の蒐集に努める。大正2年（1913年）より肺病を患い、その2年後に永眠、池上の長栄寺に葬られた。享年66。

## 人物
もと国学・漢学の延長線として始めた古器物・美術品の鑑定によって一家をなすところとなる。その趣味は音楽に及び、地唄(上方唄)・繁太夫節・一中節・河東節を習得した。武道にも心がけ、座角力では自ら天下無敵を称する腕前となる。
伊庭想太郎が代議士の星亨を刺殺したときには「天下なお此の如き義士あり、以て意を強うするに足る」と言い、乃木希典が明治天皇に殉ずるとその肖像を欄間に掲げて朝夕とこれに跪拝し、月命日には麦飯と蔬菜で祀り死ぬまでやめなかった。
その死後にまとめられた備忘録が『とはずがたり』として公刊された。この本について森銑三は、「内容が豊かで、趣味に富むこと」を特徴として挙げ、矢野龍渓の『出鱈目の記』に劣らない、と評する。

## 参考
- 松本幹一『とはずがたり』（須藤光暉（南翠）校訂）泰山房、1917年。
- 森銑三『落葉籠』(中公文庫）　→　ただし、「松本幹一」とあるべきはずが、「松本乾一」と表記されている。